# پورتو آتسورو
پورتو آتسورو (به ایتالیایی: Porto Azzurro) یک کومونه در ایتالیا است که در استان لیورنو واقع شده‌است.

## خصوصیات
پورتو آتسورو ۱۳٫۳ کیلومترمربع مساحت و ۳٬۷۲۳ نفر جمعیت دارد و ۲ متر بالاتر از سطح دریا واقع شده‌است.